# Olimpijska reprezentacja uchodźców
Olimpijska reprezentacja uchodźców – reprezentacja olimpijska złożona z uchodźców, funkcjonująca z inicjatywy Międzynarodowego Komitetu Olimpijskiego.
Pomysł utworzenia takiej drużyny został w październiku 2015 przedstawiony przez ówczesnego prezydenta Międzynarodowego Komitetu Olimpijskiego, Thomasa Bacha przed Zgromadzeniem Ogólnym Organizacji Narodów Zjednoczonych. Po raz pierwszy wzięła ona udział w igrzyskach olimpijskich kilka miesięcy później, wystawiając na Letnich Igrzyskach Olimpijskich 2016 kadrę liczącą 10 sportowców. Podczas Letnich Igrzysk Olimpijskich 2020 olimpijska reprezentacja uchodźców składała się z 29 zawodników, a podczas ceremonii otwarcia wystąpiła jaka druga w kolejności, bezpośrednio po Grecji.
Symbolami olimpijskiej reprezentacja uchodźców są flaga i hymn olimpijski.